# Владигеров, Панчо
Панчо Хараланов Владигеров (13 марта 1899, Цюрих — 8 сентября 1978, София) — болгарский композитор, пианист, дирижёр и музыкальный педагог.

## Биография
Родился в Цюрихе, в семье болгарского адвоката Харалана Владигерова (?—1908) и врача Элизы Пастернак (Елизавета Леонтьевна Пастернак, 1869—1952), еврейской эмигрантки из Одессы. Его дед Леон Пастернак, в семье которого он жил в детские годы, был профессором математики Цюрихского политехникума, шахматистом и музыкантом-любителем. Родной брат матери — Пётр Леонтьевич Пастернак (1885—1963), советский учёный в области железобетонных конструкций и теории сооружений, выпускник Цюрихского политехникума, профессор Московского инженерно-строительного института (1934).
Детские годы Владигерова прошли в болгарском городе Шумен. После смерти отца в 1912 г. мать Владигерова с детьми перебралась в Берлин. В 1912—1921 гг. П. Владигеров учился пианизму и композиции у Павла Юона, Георга Шумана, Леонида Крейцера, Фридриха Гернсхайма в берлинской Высшей школе музыки и Немецкой академии искусств (с перерывом в 1918—1920 гг., когда служил по призыву в болгарской армии, занимаясь концертной деятельностью).
С 1920 г. работал пианистом и композитором у известного режиссёра Макса Райнхардта. В 1932 г. Владигеров вернулся в Болгарию и поселился в Софии, сделавшись преподавателем, а с 1940 г. профессором консерватории; после смерти Владигерова ей было присвоено его имя.
Владигеров приобрёл всеевропейскую известность как пианист ещё в 1920-е гг. благодаря интенсивным гастролям и активной записи на грампластинки. В концертах Владигеров часто играл и свои сочинения, так что его музыка также стала распространяться. Среди произведений Владигерова — опера, балет, симфония, пять фортепианных концертов, многочисленные переработки и переложения народных песен.

### Семья
Сын — композитор и пианист Александр Владигеров (1933—1993).

## Память
В 1993 г. в Шумене открыт Дом-музей Владигерова.
В 2005 г. в Софии открыт Дом-музей Владигерова.